# Carl Gustav Witt
| 422 Berolina | 8. listopada 1896. |
| 433 Eros     | 13. kolovoza 1898. |

Carl Gustav Witt (29. listopada 1866. – Falkensee, 3. siječnja 1946.), njemački stenograf i astronom, otkrio je dva asteroida. Radio u zvjezdarnici Uraniji u Berlinu, popularnoj promatračnici zvijezda astronomskog društva Uranije iz Berlina.
Napisao je doktorsku tezu pod mentorstvom Juliusa Bauschingera.
Otkrio je dva asteroida. Važan je 433 Eros, prvi nazvan muškim imenom i prvi Zemlji bliski objekt. Prvo njegovo otkriće malog planeta je otkriće asteroida glavnog pojasa 422 Berolina, koji nosi latinskog ime Berlina.
Njemu u čast nazvan je mali planet 2732 Witt – asteroid A-vrste iz glavnog pojasa. Otkrio ga je Max Wolf s Heidelberške zvjezdarnice 1926. godine. Nazvao ga je tim imenom američki astronom i dugogodišnji direktor Minor Planet Center-a Brian G. Marsden. Imenovanje je objavljeno 22. rujna 1983. (M.P.C. 8153).